# Ветланда
Ветланда (на шведски: Vetlanda) е град в южна Швеция, лен Йоншьопинг. Главен административен център на едноименната община Ветланда. Намира се на около 270 km на югозапад от столицата Стокхолм и на 112 km на югоизток от Йоншьопинг. Получава статут на град през 1920 г. Има жп гара. Населението на града е 13 050 жители според данни от преброяването през 2010 г.